# Tetrambon platyura
Tetrambon platyura là một loài tò vò trong họ Ichneumonidae.